# 海陵岛

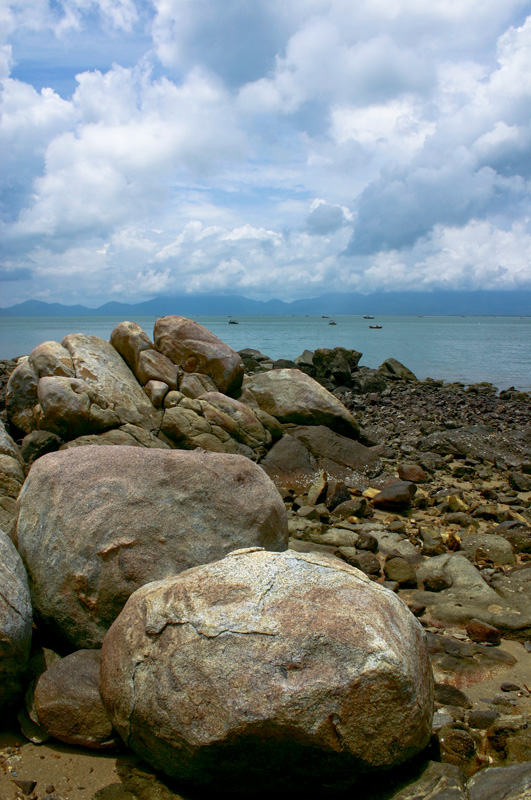
海陵岛

海陵岛是位于广东阳江市的一个海岛，由主岛及周围12个小岛屿组成，其中，主岛呈长条形，东西长24公里，南北宽8.5公里，面积108.89平方公里，是广东省第四大岛，海陵岛是广东省著名的滨海旅游度假胜地，是中国首批国家级海洋公园，拥有大角湾、十里银滩、红树林国家湿地公园等景点，岛上的闸坡国家中心渔港是全国首批国家中心渔港之一。

## 历史
海陵岛原名螺洲（罗州）、螺岛，因地形像一只横着的海螺壳而得名，原是分隔的七座海岛，因海积和冲积作用逐渐连成一体。从出土的石器、陶片推测，最迟在新石器时代，海陵岛就有人类居住。南北朝时期，今海陵岛东部属高凉郡罗州县（令），西部属宋康郡海邻县（令）。宋朝起，海陵岛是百姓“渔盐之地”，也是重要的军事要塞、海防重地，历代在此设“巡检司”，对往返商船进行巡逻检查。相传南宋抗元大将张世杰安葬于岛上，明代戏曲家汤显祖被贬岭南途径海陵岛时，曾写下“峰眉如黛翠如环，破镜迷离烟雾间，昨夜双鱼何处所，戙船多在海陵山。”清朝乾隆年间，驻军在岛上建戙船澳炮台。清末，海陵岛设有闸坡市，“商廛栉比、渔船云集，为邑中各澳之冠”，有商店三百余间，渔船四百余艘。
1958年12月8日，为引漠阳江水灌溉岛上农田，在陶铸倡导下，连接海陵岛和内陆的海陵大堤动工兴建，1966年7月1日，全长4625米的海陵大堤建成通车。
1986年成立闸坡旅游公司，正式启动对海陵岛旅游资源的开发。1992年6月18日，经广东省人民政府批准，设立海陵岛经济开发试验区。2019年，接待国内外游客首次突破1000万大关。

## 地理
海陵岛四面环海，呈现出中间高，四周低的典型海岛地貌，最高处为385.4米的草王山，由西往东有北汀湾、马尾湾、北洛湾、大角湾、南湾、石角湾、地拿湾、那谢湾、雪流湾等天然海滩，另外，海陵岛附近还有马尾岛、龟山、老鼠山、蝴蝶洲几个面积不大的离岛。海陵岛属亚热带海洋性季风气候，四季气候宜人，年平均气温22.3℃，年降雨量1816毫米，年晴天310天，海水浴时间长达8个月。此外，海陵岛拥有十分丰富的亚热带红树林湿地资源。

## 景区

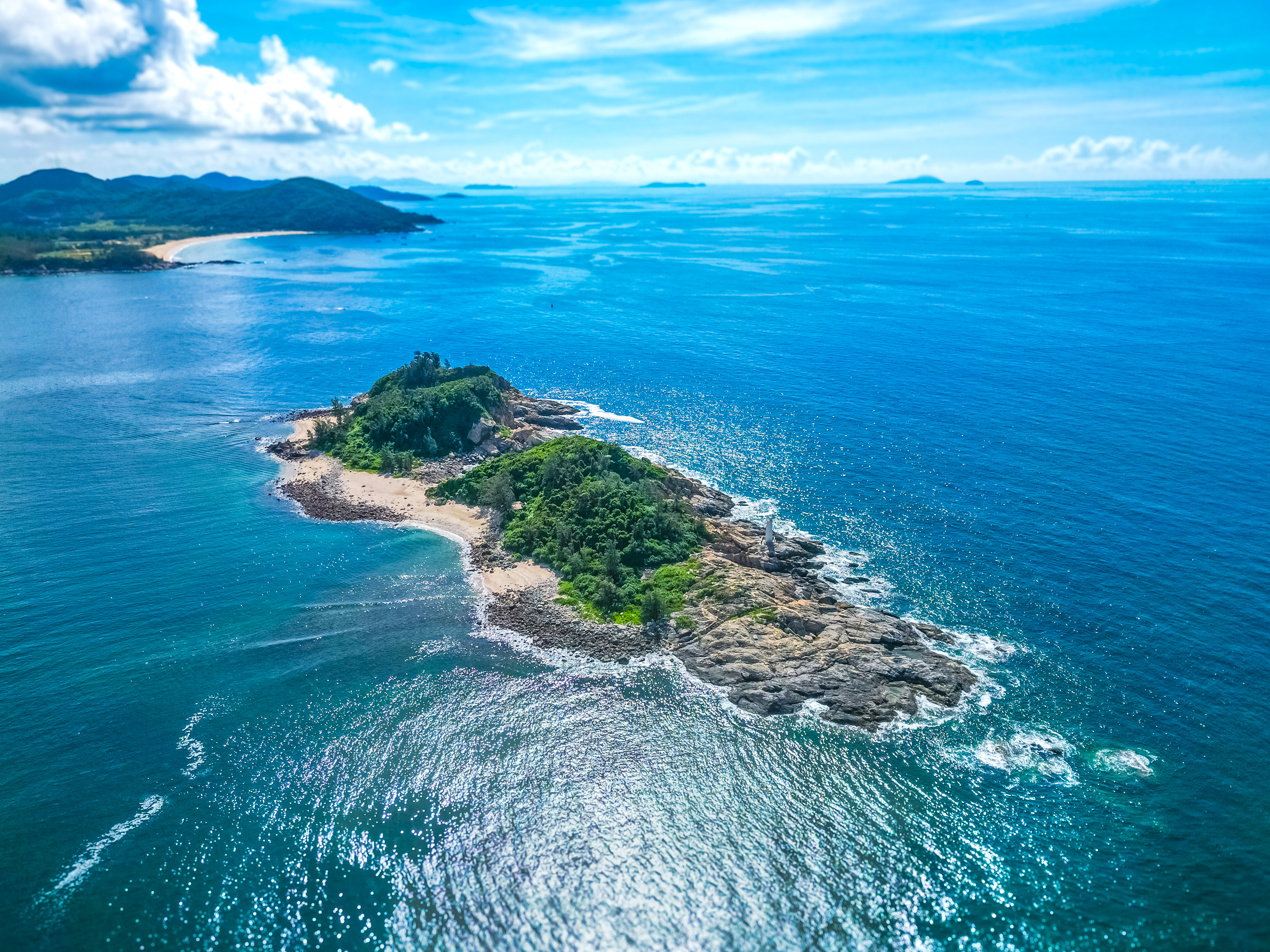
海陵岛附属岛屿——三山岛

2014年，海陵岛经济开发试验区组织开展了“最美海陵岛新八景”和“最美海陵岛旧八景”评选活动，“最美海陵岛旧八景”为银滩古韵（十里银滩）、渔港华灯（闸坡国家中心渔港）、金沙丽影（金沙滩）、马尾夕照（马尾岛）、太傅忠祠（宋太傅张世杰墓祠）、扯波风球（望瞭岭北洛湾）、白蒲古村（白蒲古村落）、南鹏翠岛（南鹏岛）。“最美海陵岛新八景”为角湾弄潮（大角湾）、丝路船韵（广东海上丝绸之路博物馆）、红林鹭影（海陵岛红树林湿地公园）、天麓山海（飞鹅岭风电公园）、碧海杆影（海陵岛滨海体育生态公园）、水晶叠湖（雪流湾）、陵堤雪浪（海陵大堤）、牛塘碑林（牛塘山）。

### 大角湾景区
大角湾景区是海陵岛开发最早及最知名的景区，位于海陵岛西南端，因湾状似巨大牛角而得名，总面积25万平方米，滩长2500米，宽约100米，沙质均匀松软，有“世界之钻”之称，是国内外沙滩排球、帆板比赛的举办地之一。2015年，海陵岛大角湾海上丝路旅游区入选国家AAAAA级旅游景区。

### 十里银滩
位于海陵岛中南部，总长约10公里，滩宽60-250米，是中国最大的海滨浴场之一。十里银滩西侧建有“广东海上丝绸之路博物馆”以及滨海体育生态公园。

### 海陵岛红树林国家湿地公园
位于海陵岛东北部的神前湾畔，原面积257.9公顷，后扩大至475.87公顷，拥有广东最长的跨海木栈道，景区内设有觀景涼亭、廊亭等设施，2024年被评为国家3A级景区。

## 交通
1966年完工的海陵大堤曾是进出海陵岛的唯一陆路通道。2014年，海陵大堤由双向两车道拓展为四车道，海陵岛首条公交线路正式开通。2020年12月28日，长约3公里的海陵岛大桥正式通车，车辆可经阳江港互通立交往返阳阳高速公路。